# Jim Gaughran
James Alan Gaughran, detto Jim (San Francisco, 5 luglio 1932), è un pallanuotista statunitense, che ha disputato il torneo di pallanuoto ai Giochi di Melbourne 1956.
Nel periodo 1968-1972, ha fatto parte del Comitato olimpico di nuoto degli Stati Uniti, nel periodo 1964-1972 del Comitato olimpico di pallanuoto degli Stati Uniti, ed è stato presidente della College Swimming Coaches Association of America.
È membro della Stanford Athletic Hall of Fame, della USA Water Polo Hall of Fame e della International Swimming Hall of Fame.